# Héctor Reynoso
Héctor Reynoso López (Ciudad de México, 3 de octubre de 1980) es un exfutbolista profesional mexicano que jugaba en la posición de defensa central.

## Trayectoria

### Club Deportivo Guadalajara
Héctor Reynoso inició su carrera jugando en aquel entonces llamada primera división "A" para el Chivas Tijuana, fuerzas básicas del Club Deportivo Guadalajara en el año de 1999. Debutó en el año 2001 con el primer equipo.
En el Apertura 2006, Reynoso jugó los 17 partidos del torneo, con 12 partidos completos y 3 en los que entró como cambio. Recibió por otro lado 5 amonestaciones. En ese torneo, quedaría campeón con el rebaño sagrado.
Entre sus goles más recordados está uno marcado contra el Atlante, donde anotó una chilena después de un servicio desde el tiro de esquina. Pero sin duda, el mejor gol marcado por el, se dio en un superclásico, donde anotó un soberbio gol de casi media cancha a su archirrival, el América. En el ámbito internacional también ha marcado, uno de ellos contra el cuadro del Independiente de Santa Fe de Colombia, donde anotó gol en el minuto 6, en un partido correspondiente a la Copa Toyota Libertadores, contribuyendo así a que las Chivas avanzara a cuartos de final.

### Monarcas Morelia
El 16 de diciembre de 2013 se despidió de las Chivas, tras estar más de 12 años en el club que lo vio nacer, el mismo día ya no se presentó, en la práctica de Chivas, y anunció su salida, Monarcas lo ficha como su séptimo refuerzo de cara al Clausura 2014.
Solo con Monarcas estuvo 6 meses, ya que el equipo no hizo la opción de compra.

### Leones Negros
Al finalizar el Clausura 2014 en el Draft Apertura 2014, el 15 de mayo de 2014 Reynoso, fue anunciado como cuarto refuerzo de Leones Negros siendo su tercer club de su carrera.
El 15 de diciembre de 2014 Leones Negros compra al Club Deportivo Guadalajara los derechos federativos del jugador.
El 1 de diciembre de 2015 se anuncia a Reynoso transferible de Leones Negros.
Tras no encontrar, el 24 de diciembre de 2015 anuncia su retiro del Fútbol Profesional tras 14 años de trayectoria futbolística, vistiendo las playeras de Chivas, Monarcas y Leones Negros.

## Selección nacional
Debutó con la selección mayor el 25 de junio de 2011 ante la selección de Estados Unidos.
Fue llamado por primera vez a la selección nacional mayor como uno de los refuerzos para sustituir a los jugadores separados por dopaje positivo por clembuterol, entró de cambio portando el número 2 en el partido final de la Copa Oro 2011 contra Estados Unidos al minuto 42 del primer tiempo por Rafael Márquez Álvarez que salió por una lesión muscular, el partido lo ganaría México 2-4 proclamándose Campeón de la Copa Oro 2011.
| Club               | País   | PJ | Goles | Periodo     |
| ------------------ | ------ | -- | ----- | ----------- |
| Selección Mexicana | México | 4  | 0     | 2011 - 2015 |

### Participaciones en Copa Oro Concacaf
| Torneo                          | Sede           | Resultado | Partidos | Goles |
| ------------------------------- | -------------- | --------- | -------- | ----- |
| Copa de Oro de la Concacaf 2011 | Estados Unidos | Campeón   | 1        | 0     |

### Participaciones en Copa América
Fue llamado como un refuerzo sin límite de edad a la Selección Mexicana Sub-22 que disputó la Copa América en Argentina que inició el 1 de julio de 2011, luego de que Jonny Magallón causara baja de la selección por una lesión muscular.
| Copa              | Sede      | Resultado      |
| ----------------- | --------- | -------------- |
| Copa América 2011 | Argentina | Fase de grupos |

## Incidentes
Durante el partido disputado frente al Everton de Viña del Mar en la Copa Libertadores 2009, el jugador mexicano escupió y tosió en la cara de un jugador del equipo chileno, el argentino Sebastián Penco, simulando, según se sostiene, contagiarle Gripe Porcina. Reynoso pidió disculpas públicas por su acto y pidió a la CONMEBOL que no lo sancionase, aunque finalmente ésta le aplicó un fuerte castigo.

## Clubes
| Club                       | País   | Año         |
| -------------------------- | ------ | ----------- |
| Club Deportivo Guadalajara | México | 2001 - 2013 |
| Monarcas Morelia           | México | 2014        |
| Leones Negros              | México | 2014 - 2015 |

## Palmarés

### Campeonatos nacionales
| Título    | Club        | País           | Año  |
| --------- | ----------- | -------------- | ---- |
| Liga MX   | Guadalajara | México         | 2006 |
| InterLiga | Guadalajara | Estados Unidos | 2009 |

### Copas internacionales
| Título                     | Club               | Lugar          | Año  |
| -------------------------- | ------------------ | -------------- | ---- |
| Copa de Oro de la Concacaf | Selección Mexicana | Estados Unidos | 2011 |

- Datos: Q1369230